# Iglesia de Santa María (Jalón)
La iglesia de Santa María es el templo parroquial de Jalón, en la provincia de Alicante, y está situada entre la Plaza Mayor, la calle de su mismo nombre -donde tiene la puerta principal- y la calle Alicante.

## Historia

### Precedentes
La antigua mezquita fue habilitada como templo católico en 1522. El edificio tenía capacidad suficiente para acoger toda la población de Jalón (160 personas).
El año 1758 las dimensiones del recinto ya no pueden albergar una población que se ha multiplicado por siete en el transcurso de ciento treinta y seis años (1200 habitantes). El templo, además, amenaza ruina.
A partir del año 1760, una creciente sucesión de hechos será constante motivo de preocupación para los sucesivos sacerdotes de Jalón, que de manera unánime considerarán necesaria la construcción de un nuevo templo.

### Etapa de construcción
En el año 1800 el sacerdote Bisbal viaja a Valencia y solicita del arzobispo la aprobación para la construcción de la nueva iglesia. Se encargan los planos en la Real Academia de San Carlos. El Gobernador eclesiástico canónico José Roa concede el permiso para la edificación y el arquitecto Francisco Pechuán (muerto en 1819) diseña los planos. Se pone el primer fundamento del edificio el día 8 de septiembre (fiesta de la Natividad de la Virgen, a quien se otorga la titularidad de la parroquia).
Entre el periodo comprendido entre los años 1801 y 1815 las obras de construcción avanzan muy lentamente. Los esfuerzos de los vecinos son desviados hacia otras tareas: la demolición de la casa-abadía, la construcción de una nueva y el traslado del cementerio, ya que debido a su ubicación anexa al templo hacía imposible un ensanchamiento de este. Otra de las causas de la paralización de las obras fue la guerra contra la dominación napoleónica. Las tropas enemigas saquean Jalón en dos ocasiones a lo largo de 1813.
En 1814 muere la Duquesa de Almodóvar y Baronesa de Jalón y Llíber, dejando cuantiosas ayudas monetarias. El año siguiente se reanuda la construcción con el nombramiento de una Junta de Obras, presidida por el sacerdote Alemán, el cual ha sido capaz de ilusionar y animar a todos los vecinos de Jalón con la lectura del primer capítulo de la profecía de Ageo: "... Así dice el Señor de los ejércitos: Fíjese en susituación; subid a la montaña, llevad madera, construid el templo; yo lo aceptaré y mostraré mi gloria ..." 
A partir de 1819 se van haciendo los altares a través de convenios entre maestros de obra y personas o familias devotas.
Finalmente el 17 de octubre de 1830 es inaugurado el nuevo templo.

## Descripción

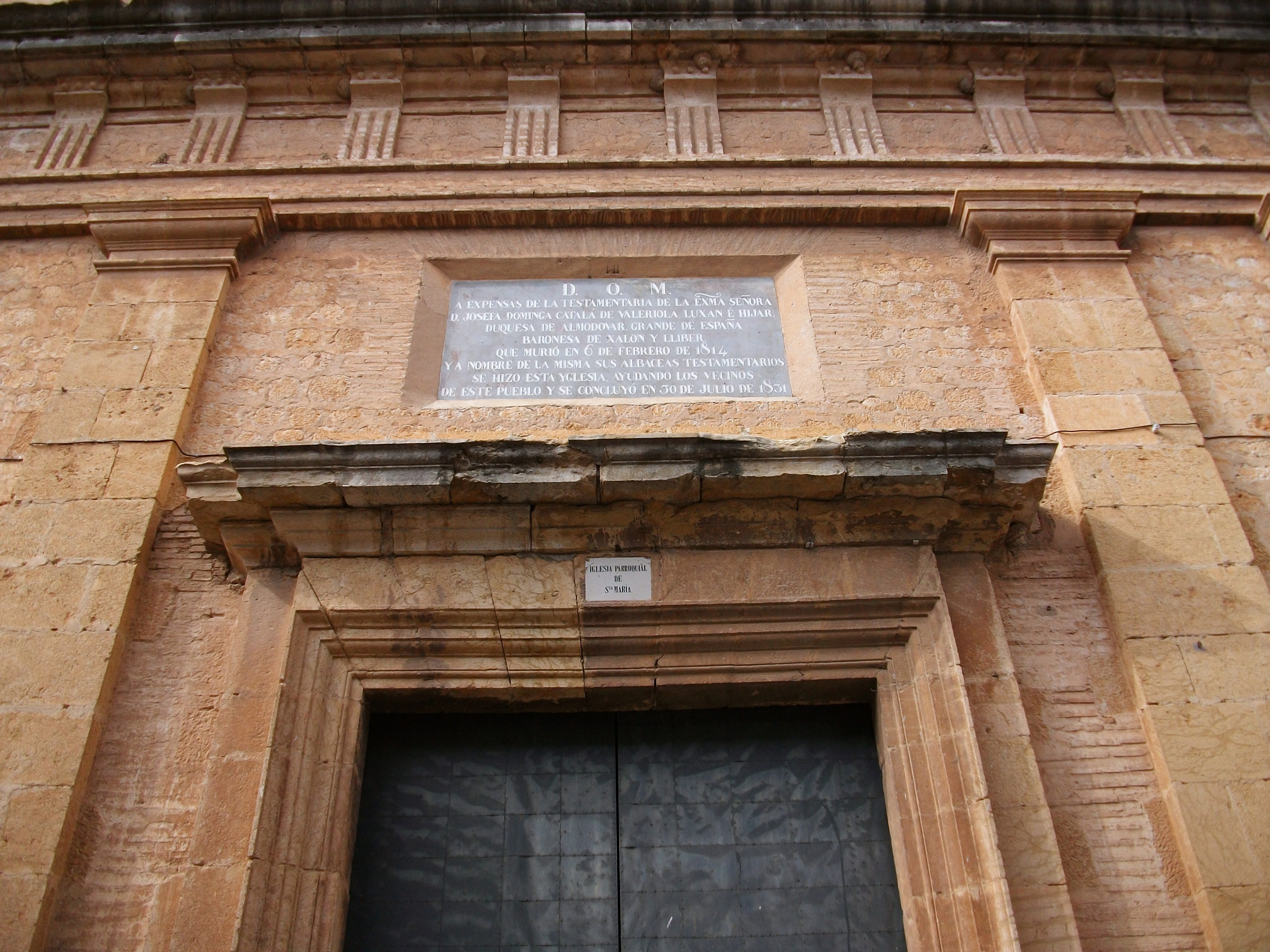
Façana amb inscripció de l'església de Santa Maria de Xaló

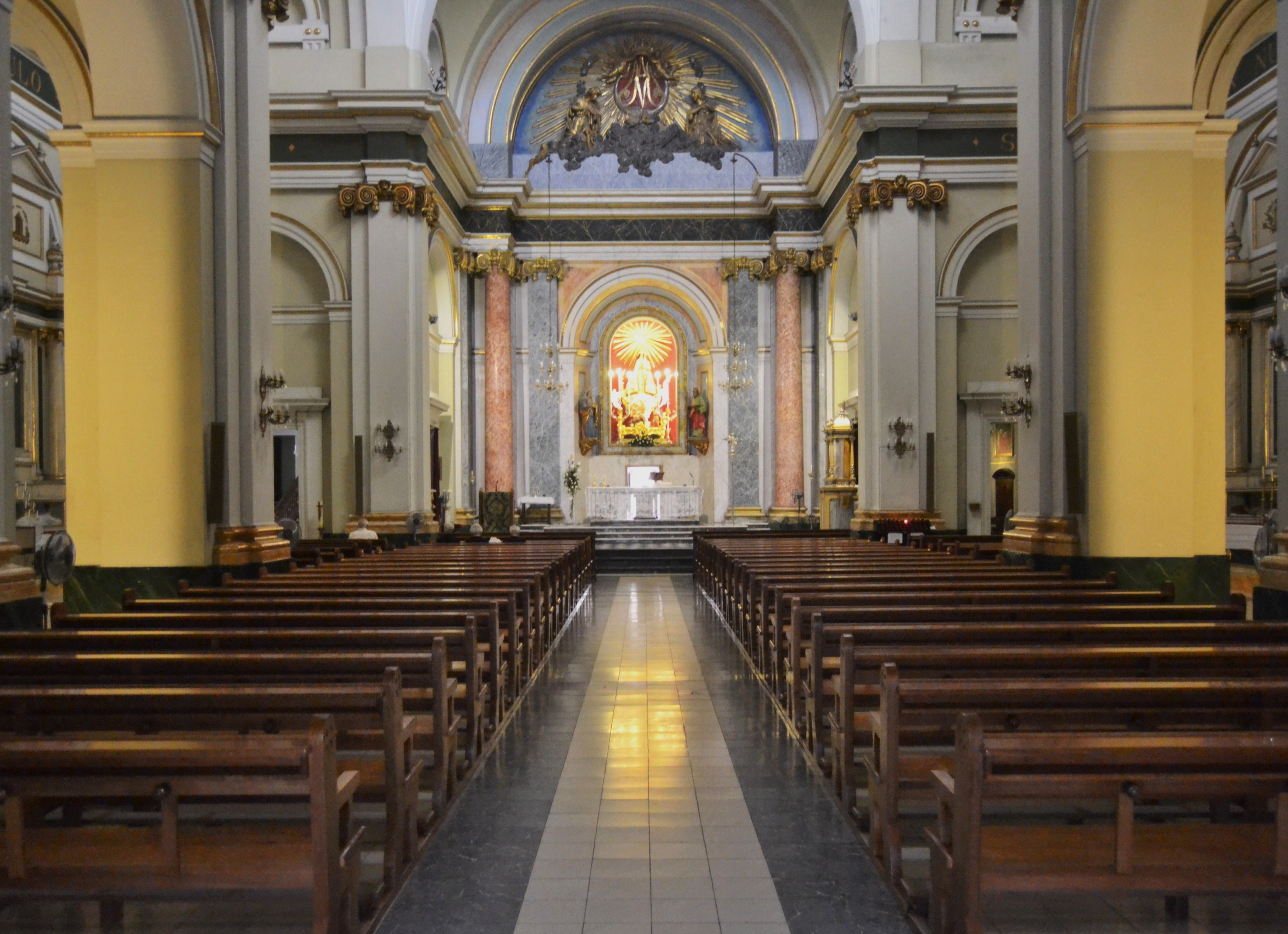
Interior de l'església de santa Maria de Xaló

La iglesia de Santa María de Jalón sigue la tipología tradicional de cruz latina en planta, con cúpula de tejas vidriadas azules sobre tambor y tres naves divididas en tres tramos. A ambos lados del presbiterio está la sacristía (al lado del Evangelio) y la capilla de la Comunión (al lado de la Epístola) -si bien esta disposición estaba invertida en el proyecto inicial-. El tramo situado a los pies se concibe como un vestíbulo separado de la nave, disponiendo, por encima de éste, un coro elevado.
La nave principal y el crucero se articulan mediante pilastras de orden jónico, capiteles de volutas angulares y ribetes; todo coronado con un entablamento a modo de friso. La nave principal se cubre con bóveda de cañón, con lunetos de huecos semicirculares y con las arcadas sin ningún tipo de ornamentación que los articule. En la organización de la cabecera y del altar mayor el autor utiliza una nueva forma de articular la superficie del frente del presbiterio en adoptar una transformación del motivo de arco sobre columnas, casi sin dintel.
La fachada comprende dos cuerpos no relacionados en altura, al modo de arco triunfal. El cuerpo principal está dividido en tres calles, de los cuales, el central está ligeramente resaltado y cuenta con parejas de grandes pilastras dóricas. El campanario es de planta octogonal, con una disposición independiente de la fachada. Sobre la entrada principal puede leerse la siguiente inscripción:
«A EXPENSAS DE LA TESTAMENTARIA DE LA EXMA SEÑORA D. JOSEFA DOMINGA CATALA DE VALERIOLA; LUXAN E HIJAR, DUQUESA DE ALMODÓVAR, GRANDE DE ESPAÑA, BARONESA DE XALON Y LLIBER, QUE MURIO EN 6 DE FEBRERO DE 1.814 Y A SU NOMBRE DE LA MISMA SUS ALBACEAS TESTAMENTARIOS SE HIZO ESTA YGLESIA, AYUDANDO LOS VECINOS DE ESTE PUEBLO Y SE CONCLUYO EN 30 DE JULIO DE 1831.»
En el altar mayor se venera la patrona del pueblo, la Virgen Pobre. La escultura se debió realizar entre los siglos XIII-XVI. 